# Alfons Czajkowski
Michał Alfons Czajkowski (1846 – 30. listopadu 1892 Dusanów) byl rakouský politik polské národnosti z Haliče, v 2. polovině 19. století poslanec Říšské rady.

## Biografie
Zasedal jako poslanec Haličského zemského sněmu, kde patřil do skupiny mladých poslanců nazývaných ateńczyki.
Byl i poslancem Říšské rady (celostátního parlamentu), kam usedl v doplňovacích volbách v prosinci 1878 za kurii velkostatkářskou v Haliči. Slib složil 15. ledna 1879. Mandát obhájil v řádných volbách roku 1879, volbách roku 1885 a volbách roku 1891. Poslancem byl až do své smrti. V roce 1878 se uvádí jako statkář, bytem Dusanów. Byl členem parlamentní frakce Polský klub.
V posledních dvou letech života trpěl vážnou nervovou chorobou, která mu částečně znemožňovala politickou práci. V posledních měsících se pak již ani neúčastnil zasedání Říšské rady a odjel do domovského Dusanówa. Zemřel v listopadu 1892 ve věku 47 let.